# Bitwa pod Ciudad Real
Bitwa pod Ciudad Real – bitwa stoczona 27 marca 1809 roku, która zakończyła się zwycięstwem Francuzów pod dowództwem generała Sebastianiego nad wojskami hiszpańskimi generała Urbino hr. Cartojal.
Wojska francuskie miały za zadanie sforsować rzekę Guadianę bronioną przez karabinierów królewskich Cartaojala. Pułk Lansjerów Nadwiślańskich płk. Konopki sforsował most, oskrzydlił Hiszpanów i uderzył na nich od tyłu, co spowodowało ich rozproszenie i cofanie głównych sił w kierunku Santa Cruz. W kilku słowach opisał to starcie Józef Rudnicki, wówczas adiutant-major 4. pułku piechoty Księstwa Warszawskiego:
„skoro półki francuzkie do korpusu 4-go należące z nami się złączyły, zaraz wyruszyliśmy przeciwko nieprzyjaciół tym samym traktem na Consiegra aż ku miastu Cuidat-Real, przed którem to miastem, na dobrych pozycjach zastaliśmy korpus hiszpański na nas czekający, a lubo był od naszego liczniejszym, jednakże przez dobre rozporządzenie jenerała Sebastjaniego, po cztero-godzinnej batalji w dniu 27 marca 1809 roku pobici i rozpędzeni Hiszpanie zostali. Cofali się oni w największym nieładzie na miasto Almagro, w którem rezyduje przeorysza orderu damskiego Calatrava i na S-ta Cruse, aż w góry Sierramoreńskie”.